# Perfect Day
„Perfect Day“ je třetí skladba z druhého sólového studiového alba amerického rockového kytaristy a zpěváka Lou Reeda Transformer, vydaného v roce 1972. Jedná se pravděpodobně o nejznámější skladbu tohoto hudebníka. V předělané podobě se skladba objevila též na jeho albu The Raven z roku 2003. Skladbu předělalo mnoho umělců, mezi nejznámější patří Duran Duran, Patti Smith a Susan Boyle. Jako celé album je skladba laděná do glam rocku, to bylo zapříčiněno tím, že producentem alba byl David Bowie.

## Česká coververze
Pod názvem „První den“ s textem Marka Epsteina ji v roce 2013 nazpívali Lucia Gažiová a David Kraus.